# Дощеников, Иван Степанович
Иван Степанович Дощеников (встречается также Дощенников, 1812, село Новое Усолье — 28 февраля 1893, село Юричи Соликамского уезда) — русский живописец и иконописец, крепостной крестьянин графов Строгановых.

## Биография
Иван Дощеников родился в селе Новое Усолье в семье крепостных крестьян, принадлежавших роду Строгановых. Его отец был солеваром. По воспоминаниям дочери, Иван рано начал рисовать и рисовал на чем попало, за что родители его «драли нещадно».
Достоверных сведений о жизни крепостного художника сохранилось немного. По словам дочери, он обучался грамоте у какого-то мастерового. Граф Строганов несколько раз вызывал его к себе в Санкт-Петербург и отправлял учиться в Москву, но Иван не ехал. Он женился, дети пошли. Впрочем, учиться в Москву художник все-таки отправился. В Новом Усолье Дощеников был учителем рисования.
Точно известно, что художник прослужил 37 лет в главном управлении Строгановых в качестве живописца. Он писал портреты (часть которых оригинальные, а часть — копии) и жанровые композиции. Но по своей основной занятости все мастера «живописного художества» были прежде всего иконописцами. В «Списке на служащих в соляных промыслах… его сиятельства графа С. Г. Строганова» указано жалование, которое получал Дощеников в 1846 году — 200 рублей.
В 1845 году во владение Пермским нераздельным имением Строгановых вступил граф С. Г. Строганов — государственный деятель, меценат и основатель первой в России общедоступной рисовальной школы — Строгановского училища. Вскоре после этого он возобновил давно приостановленное строительство церкви Рождества Богородицы Добрянского завода (Добрянской церкви). Не меняя ранее задуманный внешний облик церкви, новый владелец уделил большое внимание интерьеру и особенно иконостасу, изгнав из него барочную резьбу и решив заменить «плохую живопись» на «образа, писанные в совершенно старинном вкусе». Дощеникову было поручено, согласно определённой Строгановым иконографической программе, осмотреть местные иконы старинного письма и подобрать достойные для копирования аналоги. Художник завершил работу в феврале 1851 года, прислав графу пространную опись просмотренной иконописи, достойной стать прототипами. На основании этой работы и собственных замыслов Строганов утвердил композицию иконостаса и Дощеникову было поручено писать для него иконы. Готовые иконы граф осматривал лично и решал, помещать их в церковь или переписывать. Для Добрянской церкви Дощеников написал 27 икон.
Примерно в 1870-е годы Дощеников с учениками расписал купол Ново-Никольского храма в Усолье, построенного в первой половине XIX века.
Из сохранившихся документов и свидетельств известно, что Дощеников после 37-летней службы получал в 1871—1875 годах пенсию в 24 рубля. По воспоминаниям дочери, пенсии художник лишился из-за интриг управляющего строгановским поместьем в Усолье Н. Т. Агеева, пристрастие которого к молодым девушкам Дощеников высмеял в сатирической картине «Игра в дурачки дедушки со внучкой», но когда именно это случилось — не ясно. Если буквально верить фразе из воспоминаний дочери: «…Лишили отца в 70 лет пенсии. Десять лет не получал. Перебивались», то получается, что речь идет о начале 1880-х годов и последних десяти годах жизни художника.

## Творчество
В основном Иван Дощеников работал как иконописец. Из светской живописи известно около десяти произведений разных жанров: портретов, жанровых и сатирических картин, копий работ других живописцев. Сложности в изучении творчества художника заключаются в том, что его произведений сохранилось сравнительно немного, а те, которые сохранились, не подписаны и не датированы, кроме копий портретов Строгановых (1857) и иконы «Ветхозаветная Троица» (1840).

### Иконопись
Говорить о иконописном творчестве Дощеникова сложно из-за малого числа сохранившихся произведений. Не сохранился иконостас Добрянской церкви с иконами, написанными Дощениковым. Роспись купола Ново-Никольского храма в Усолье почти утрачена в XX веке, от неё остались только небольшие сильно поврежденные фрагменты.
До наших дней сохранилась, хотя и сильно поврежденной, одна из ранних икон художника, написанная им в 28 лет «Ветхозаветная Троица» («Гостеприимство Авраама», 1840). К зрелому периоду творчества относится икона «Богоматерь с младенцем» (не позднее середины 1870-х). В иконе прослеживается народная традиция: покой, мягкость и добросердечие.

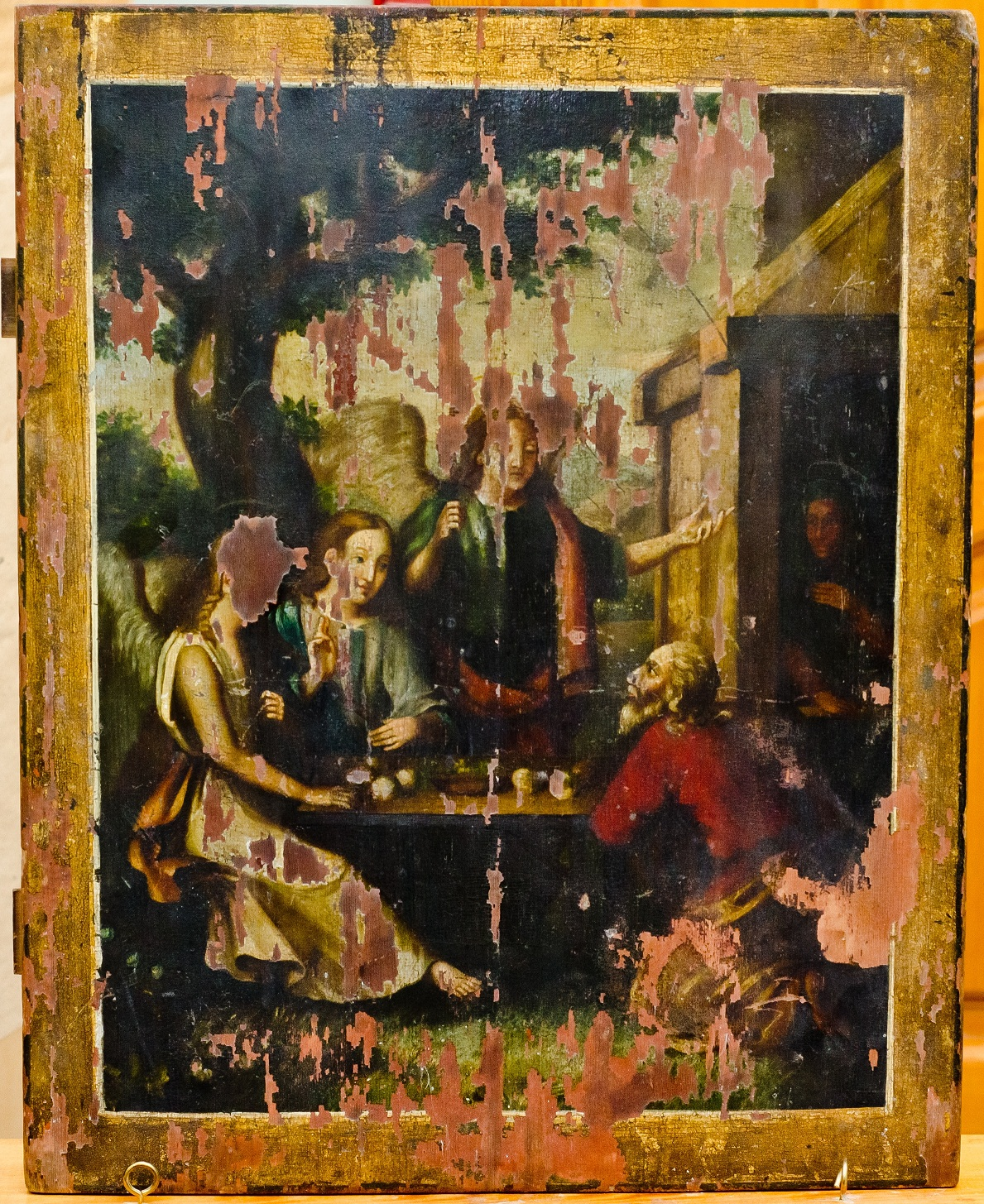
«Ветхозаветная троица» («Гостеприимство Авраама»). Дерево, масло. 48,5 x 39 см.
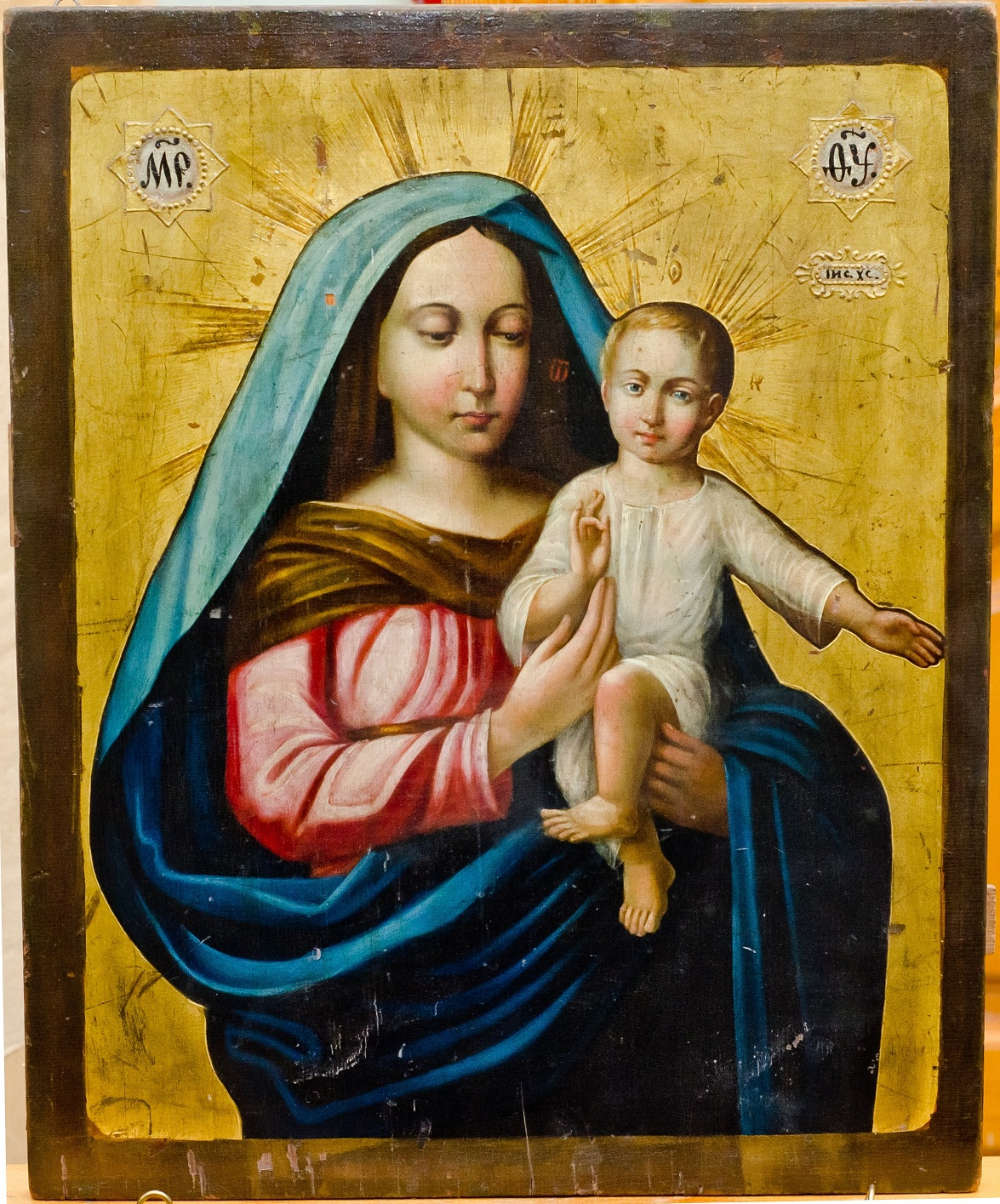
«Богоматерь с младенцем». Дерево, масло. 48,7 x 39 см.

### Светская живопись
Картина «Утро лакея» (1840-е — 1850-е годы) — наиболее ранее известное светское произведение Дощеникова — не является оригинальной. Установлено, что это копия утраченной ныне работы известного художника венециановской школы Капитона Зеленцова «Мальчик, подметающий комнату». Дочь художника вспоминала: «Он её привез из Москвы. Говорил, что познакомился с одним московским художником и на память списал».
Одна из наиболее известных работ — «Игра купца с гостем в шашки» (1840-е — 1850-е годы). Это многофигурный жанровый сюжет с многочисленными бытовыми подробностями, редкий для провинции. В картине чувствуется влияние как иконописи, так и академической живописи. С одной стороны, используется обратная перспектива в изображении некоторых предметов, совмещение разных точек зрения и статичностям поз персонажей, характерные для примитива и иконописи. С другой стороны, присутствуют приемы профессионального светского искусства: передается перспектива, соотнесены масштабы фигур, уделено внимание светотени.
«Игра в дурачки дедушки со внучкой» (сер. 1870-х — сер. 1880-х), за которую Дощеников лишился пенсии, — пример сатирической картины «со вторым дном». На первый взгляд, сцена выглядит совершенно мирно: пожилой человек и молодая девушка играют в карты. Но персонаж картины был хорошо известен окружению художника. Это Н. Т. Агеев, управляющий графа Строганова, очень охочий до девушек из крепостных. Но внимательный взгляд старика и паук, поднимающийся по скатерти открывают второй смысл. «Девушка — это дочь конюха с графской конюшни. В дурачки играют, а здесь другое — паук уже ткет свою сеть для бедной мухи. Все служащие графские смеялись над картиной», — вспоминала дочь художника.
Другой картиной, не менее остро запечатлевшей психологический и социальный конфликт, связанный с положением женщины низкого сословия, стала «Помещик и горничная» (1870-е — 1880-е годы). Небольшой холст был чудом обнаружен в 1930 году в сенцах дома в слободке Ларьково и находится в плохом состоянии. Здесь художник создал шаржированный образ лысого седого помещика, вожделенно тянущегося к спящей девушке.
Портретное творчество Дощеникова представлено копиями родовых портретов Строгановых, а также несколькими оригинальными портретами. Копии строгановских портретов написаны в 1857 году. Это изображения именитого человека Г. Д. Строганова и его супруги М. Я. Строгановой (оригиналы написаны Романом Никитиным), их сына А. Г. Строганова и внучки — княгини В. А. Шаховской, а также Г. А. Строганова (авторы оригиналов неизвестны). Самые ранние из оригинальных — «Мужской портрет (Портрет неизвестного)» (1840-е) и «Портрет неизвестной женщины в костюме XVIII—XIX вв. (Купчиха)» (1850-е). В начале 1880-х одновременно были написаны «Автопортрет», «Портрет жены» и «Портрет внучки Таси». Все три — небольшие погрудные изображения, вписанные в овал. «Автопортрет» и «Портрет жены» написаны сдержано и очень лаконично, в приглушенной цветовой гамме. «Портрет внучки Таси», напротив, отличается цветовыми контрастами и яркостью, которой странно противостоит недетская серьёзность модели, которая, по словам дочери художника, вскоре после написания портрета умерла.
Н. В. Казаринова отмечает, что жанровая живопись в Пермском крае не получила в то время особого развития из-за отсутствия спроса и меценатства и что Дощеников — единственный известный нам мастер-жанрист, который писал бытовые картинки «для себя».

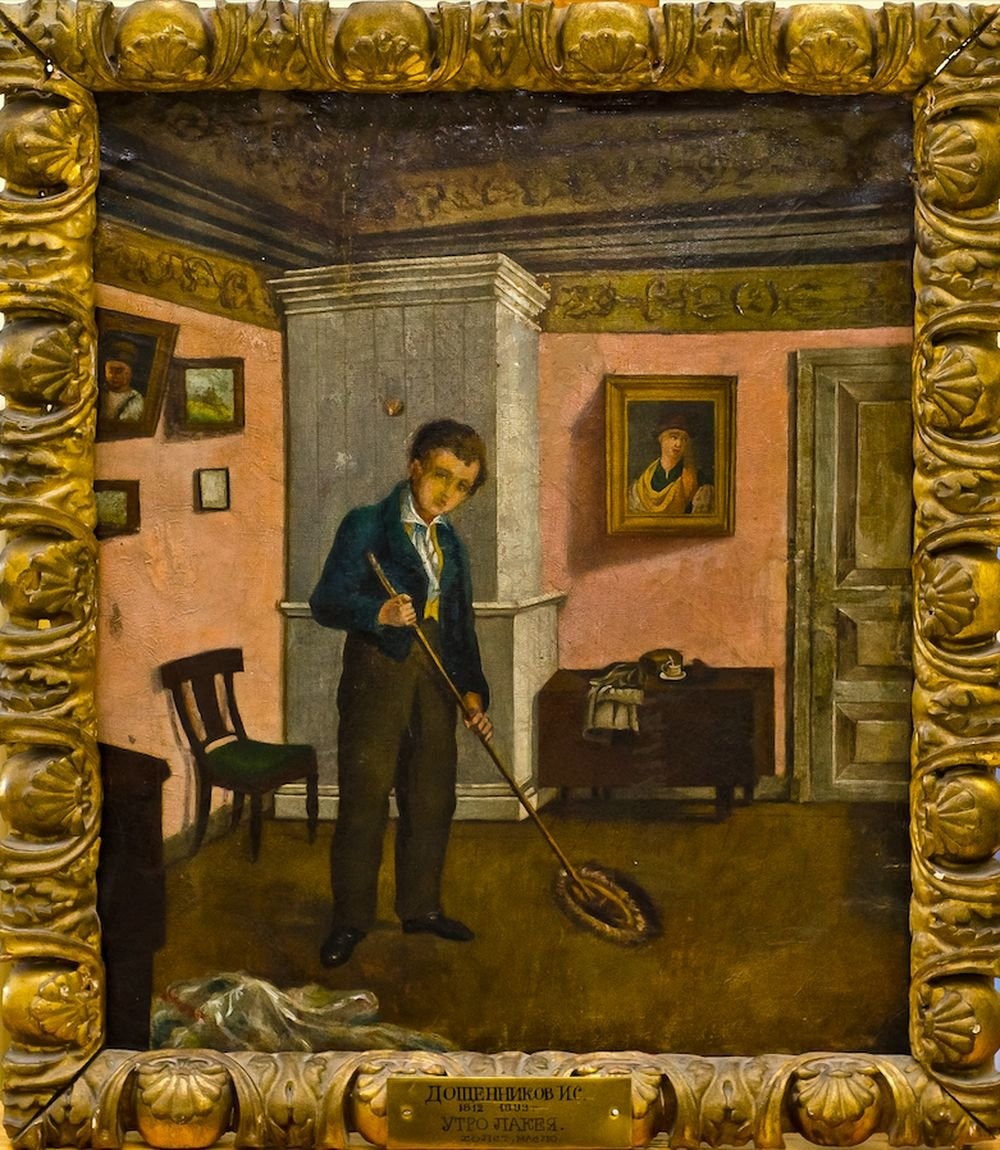
«Утро лакея». Холст, масло. 48 х 41 см.
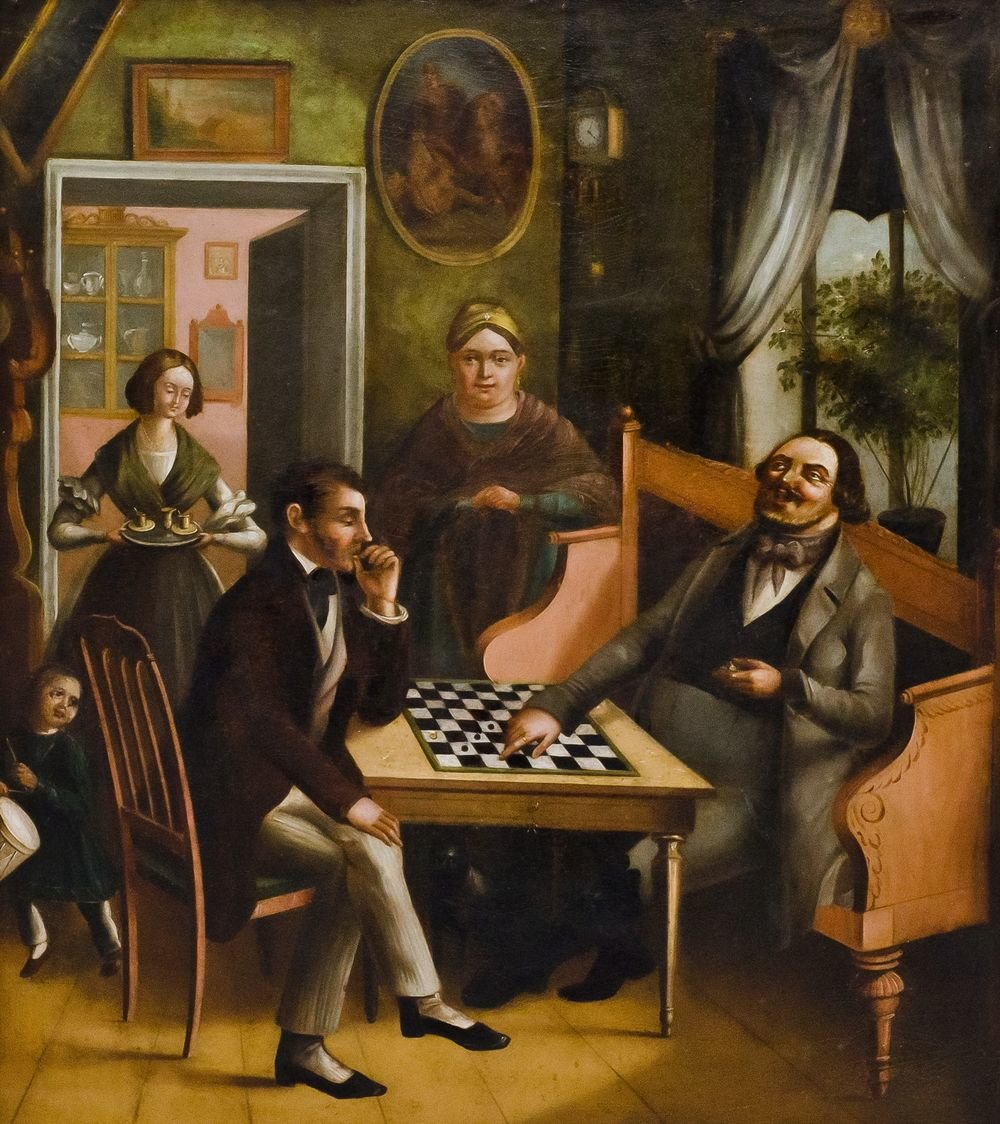
«Игра купца с гостем в шашки» («Сватовство невесты»). Картон, масло. 68 х 59,2 см.
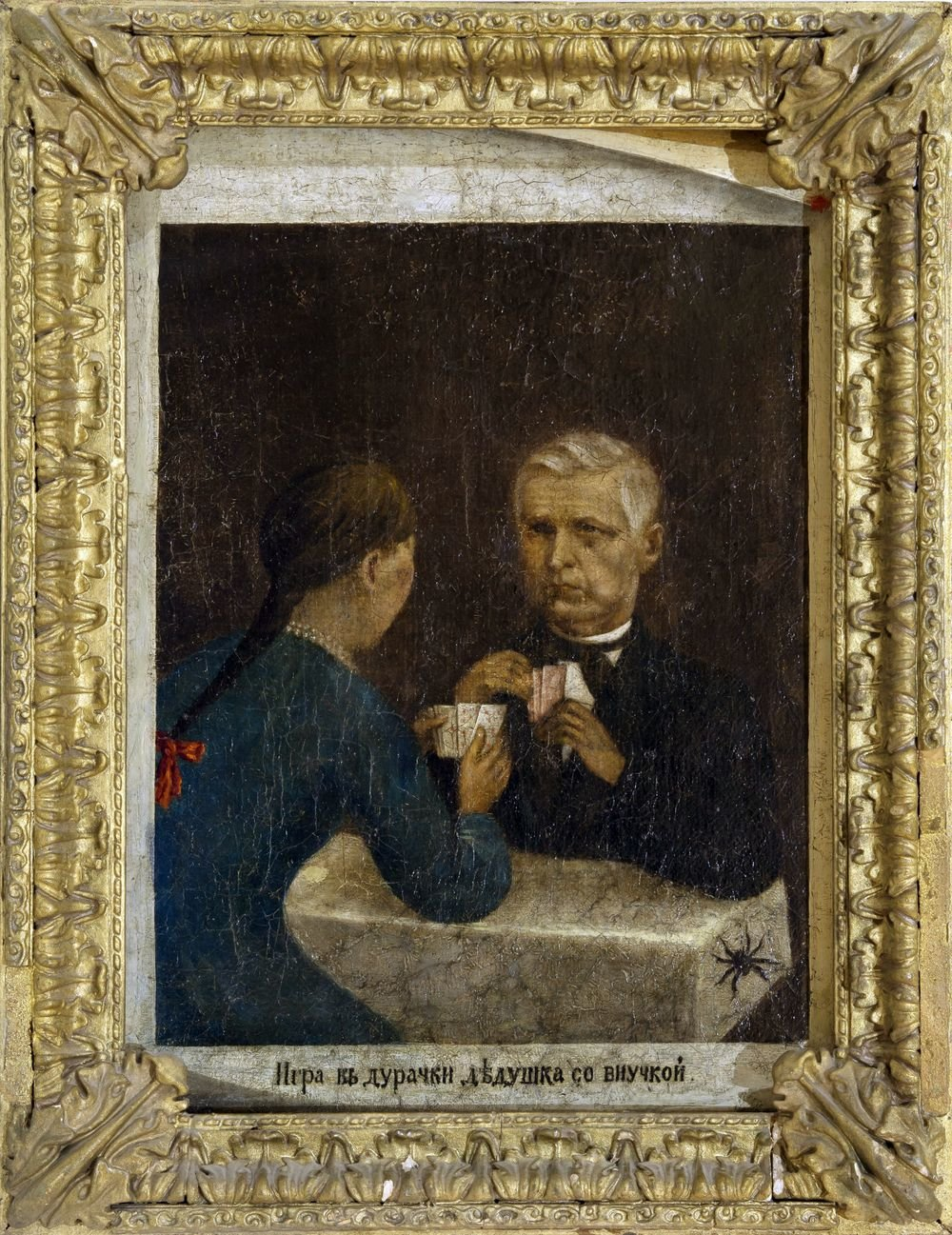
«Игра в дурачки дедушки с внучкой». Холст, масло, дерево. 43,5 х 33,5 см. (по раме).
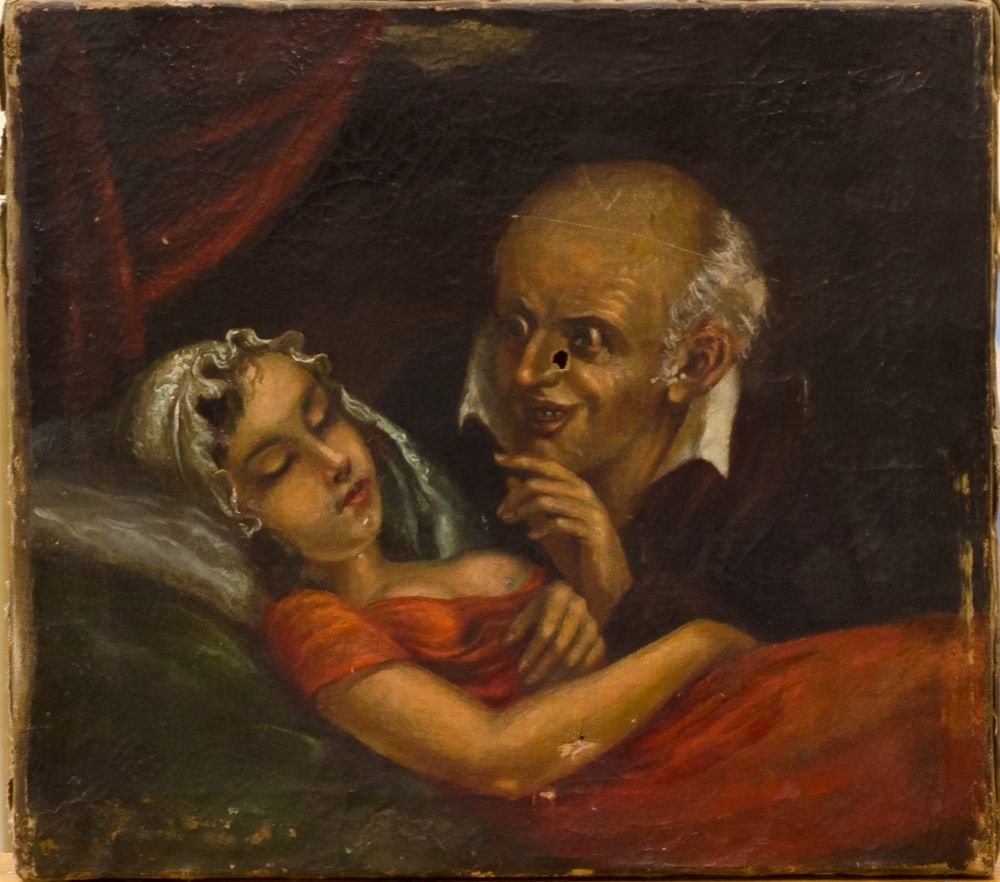
«Помещик и горничная». Холст, масло. 39 х 42,5 см.
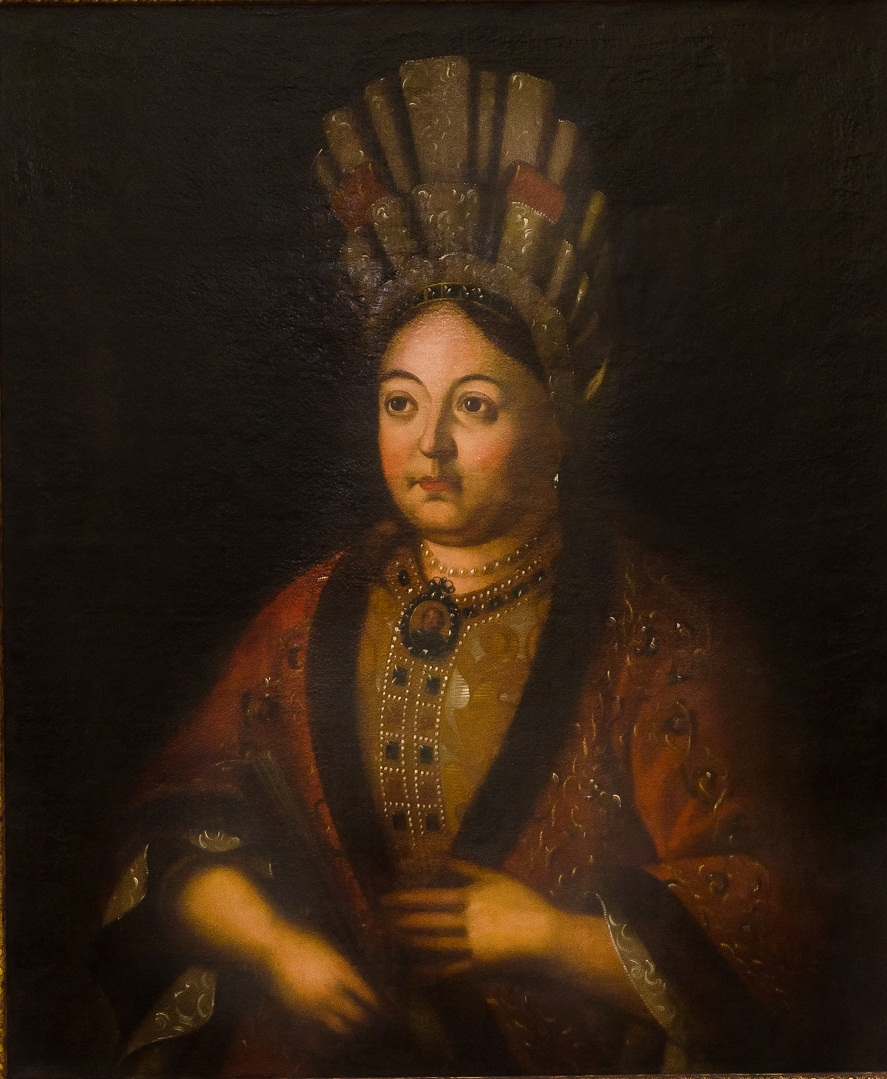
Портрет М. Я. Строгановой (1677–1733). Копия с портрета кисти Р. Н. Никитина. Холст, масло. 102 x 87 см.
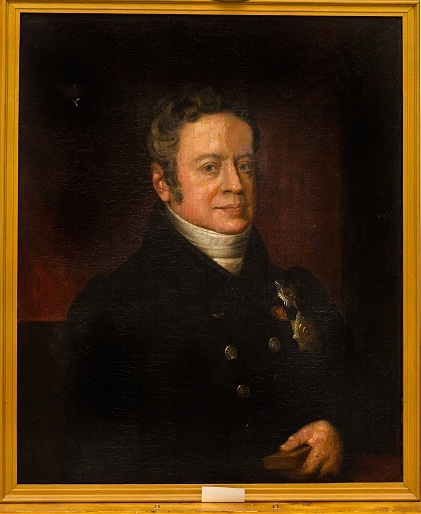
Портрет Г. А. Строганова (1770–1856). Копия с работы неустановленного художника. Холст, масло. 82 х 66,5 см.

## Память
Большинство сохранившихся произведения Ивана Дощеникова находятся ныне в Березниковском историко-художественном музее им. И. Ф. Коновалова. Исключение составляет «Портрет княгини В. А. Шаховской», хранящийся в Соликамском краеведческом музее, а также работы, находящиеся в Пермском краеведческом музее и Свердловском областном краеведческом музее им. О. Е. Клера. Некоторые иконы, написанные Дощениковым, находятся в церкви Похвалы Пресвятой Богородицы в поселке Орел.
Именем Ивана Дощеникова в декабре 1992 года названа улица в Усольском микрорайоне города Березники.